# لوتز فان دير هورست
لوتز فان دير هورست (بالألمانية: Lutz van der Horst)‏ هو مذيع وكاتب ألماني، ولد في 20 أغسطس 1975 في كولونيا في ألمانيا.

## وصلات خارجية
- لوتز فان دير هورست على موقع IMDb (الإنجليزية)
- لوتز فان دير هورست على موقع ميوزك برينز (الإنجليزية)
- لوتز فان دير هورست على موقع ديسكوغز (الإنجليزية)
- لوتز فان دير هورست على موقع كينوبويسك (الروسية)